# 사회적 구성주의
사회적 구성주의(社會構成主義, social constructivism)는 인간의 사회적 현상이나 의식이 사회속에서 타인과의 상호 작용에 의해 형성된다고 보는 이론이다. 사회 구성주의(Social Constionism)와 달리 본인이 원하는 대로 의식이 형성될 것이라고 보지는 않는다.

## 같이 보기
- 사회 구성주의(social constionism)
- 본성 대 양육